# CNCO
CNCO е латиноамериканска момчешка група, базирана в Маями, Флорида. Групата се състои от Ричард Камачо, Eрик Браян Колон, Кристофър Велез и Забдиел де Хесус; Джоел Пиментел е член до напускането му през май 2021 г. Те печелят петгодишен договор за запис със Sony Music Latin, след като стават победителите в първия сезон на La Banda. Групата е на турне с Рики Мартин. Техният дебют и втори сингъл „Tan Fácil“ и „Quisiera“ се нареждат в класациите скоро след дебюта им. Те издават първия си албум, Primera Cita, на 26 август 2016 г., който включва хита „Reggaetón Lento (Bailemos)“.
Групата издава своя едноименен втори студиен албум на 6 април 2018 г., който включва синглите „Hey DJ“, „Mamita“ и „Se Vuelve Loca“. Техният дебютен EP Que Quiénes Somos, съдържащ синглите „De Cero“ и „Pegao“ (с участието на Maнуел Туризо), е издаден на 11 октомври 2019 г. И двата албума дебютират на първо място в Billboard Top Latin Albums и в топ 40 на Billboard 200, докато EP дебютира в топ 15 на предишната класация.
През 2020 г. те започват ерата на своя албум Déjà Vu, албум с визуални кавъри на латино поп класики, с три сингъла, издадени от ноември до декември. На 5 февруари 2021 г. групата издава LP. Албумът е предшестван от четвъртия сингъл и придружен от петия в деня на излизането му.
На 21 юли 2022 г. групата обявява, че ще се раздели, за да се съсредоточи върху соло кариерите си, но ще продължи като група още година и половина. През август 2022 г., на годишнината от издаването на дебютния им албум, момчешката група издава последния си студиен албум, озаглавен XOXO, съдържащ синглите „Toa La Noche“, „La Equivocada“ и „Pluton“, с участието на мексиканската градска певица Кения Ос. Последният им сингъл „La Ultima Canción“ е издаден през май 2023 г. Групата официално се разпада на 17 ноември 2023 г.

## Бивши членове
- Кристофър Велез (28) е роден в Нюарк, Ню Джърси и е израснал в Еквадор.
- Ричард Камачо (26) е доминиканец от Ню Йорк.
- Забдиел де Хесус (26) е от Баямон, Пуерто Рико.
- Ерик Браян Колон (23) е от Хавана, Куба.
- Джоел Пиментел (24) е роден в Хесперия, Калифорния.

## Възприемане
Гризелда Флорес от Билборд казва, че групата „поема факела и води нова ера на момчешки банди“, подобно на предишните латино банди Magneto, Menudo, Uff! и Salserín.

## Дискография

### Студийни албуми
- Primera Cita (2016)
- CNCO (2018)
- Déjà Vu (2021)
- XOXO (2022)

### Live албуми
- Déjà Vu Live (2021)

### EP
- Que Quiénes Somos (2019)
- Spotify Singles (2019)
- Que Quiénes Somos (Japan Edition) (2020)

### Сингли
- Tan Fácil (2016)
- Tan Fácil (с участието на Wisin) (2016)
- Quisiera (2016)
- Reggaetón Lento (Bailemos) (2016)
- Para Enamorarte (2016)
- Cien (2016)
- Casi Nada (Nando Pro Remix) (Karol G, с участието на CNCO) (2016)
- Hey DJ (2017)
- Hey DJ (с участието на Yandel) (2017)
- Reggaetón Lento (Remix) (с участието на Little Mix) (2017)
- Mamita (2017)
- Ahora Lloras Tú (Ana Mena, с участието на CNCO) (2017)
- Princesa (Río Roma, с участието на CNCO) (2017)
- Todo Cambió (Remix) (Becky G, с участието на CNCO) (2017)
- Súbeme La Radio (Remix) (Enrique Iglesias, Descemer Bueno, с участието на CNCO) (2017)
- Sólo Yo (2018)
- Se Vuelve Loca (2018)
- Díganle (Remix) (с участието на Leslie Grace и Becky G) (2018)
- Llegaste Tú (с участието на Prince Royce) (2018)
- Hey DJ (Remix) (с участието на Meghan Trainor и Sean Paul) (2018)
- Dolor de cabeza (Riki, с участието на CNCO) (2018)
- Quisiera Alejarme (Remix) (Wisin, с участието на Ozuna и CNCO) (2018)
- Mi Medicina (2018)
- Bonita (2018)
- Fiesta en Mi Casa (2018)
- Mal di testa (Riki, с участието на CNCO) (2018)
- Pretend (2019)
- De Cero (2019)
- Me Vuelvo Loco (с участието на Abraham Mateo) (2019)
- Pegao (с участието на Manuel Turizo) (2019)
- Me Necesita (с участието на PrettyMuch) (2019)
- 24 Horas (Pinto Wahin, с участието на CNCO) (2019)
- Como Así (Lali, с участието на CNCO) (2019)
- Ya Tú Sabes (2019)
- La Ley (2019)
- Honey Boo (с участието на Natti Natasha) (2020)
- Beso (2020)
- Tan Enamorados (2020)
- My Boo (2020)
- Mis Ojos Lloran por Ti (2020)
- Hero (2020)
- Dejaría Todo (2021)
- Toa La Noche (2021)
- Pa Que Guaye (с участието на Alex Rose) (2021)
- Cinturita (Remix) (Reggi El Autentico, с участието на CNCO) (2021)
- Solo Importas Tú (2021)
- Un Beso (2021)
- Entra en Mi Vida (2021)
- Party, Humo y Alcohol (2022)
- La Equivocada (2022)
- Suelta, Sola y Tranquila (Remix) (с участието на Fabro and MYA) (2022)
- No Apagues la Luz (2022)
- La Equivocada (Versión Tumbao) (с участието на Adriel Favela) (2022)
- Plutón (с участието на Kenia Os) (2022)
- Ferrari (с участието на Nacho) (2022)
- Estrella (с участието на Alejo) (2022)
- Ay Dios (2022)
- MUSIKITA (Reggi El Autentico, с участието на CNCO) (2022)
- TETEO (Maffio, с участието на CNCO) (2022)
- Diferente (с участието на Steve Aoki) (2023)
- Extraños (с участието на Gera Demara) (2023)
- La Ultima Canción (2023)
- Tu Me Elevas (с участието на Aron Luix) (2023)
- Para Siempre (2023)
- Fuego (2023)
- Vivir Sin Ti (Mau y Ricky, с участието на CNCO) (2023)

## Концертни турове

### Като гостуващи изпълнители
- Ricky Martin – Ricky Martin's One World Tour (2016)
- Ariana Grande – Dangerous Woman Tour (2017)
- Enrique Iglesias & Pitbull – Enrique Iglesias and Pitbull Live (2017)
- Tini – Tini Tour 2022 (2022)

### Собствени концертни турове
- Más Allá Tour (2016 – 2017)
- CNCO World Tour (2019)
- Press Start Tour (2020)
- Toa La Noche: Club Tour (2021)
- La Última Cita Tour (2023)